# Albert Steenbergen

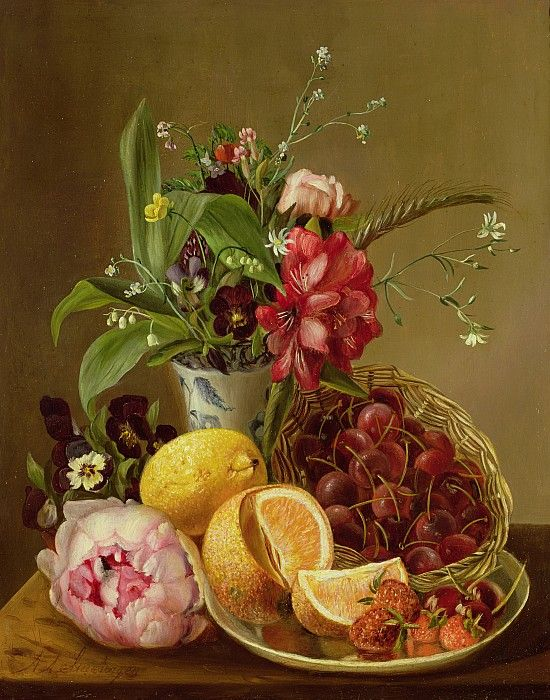
Stilleven

Albertus Alides (Albert) Steenbergen (Hoogeveen, 26 mei 1814 – aldaar, 20 februari 1900) was een Nederlandse schilder en schrijver.
Steenbergen viel als baby van een tafel, waardoor hij zijn hele leven gehandicapt bleef en zich moest verplaatsen met krukken of een rolstoel. Na de lagere school vertrok hij naar Coevorden, waar hij de Franse School bezocht. Hierna werkte hij korte tijd bij een notaris.
In 1833 vertrok hij naar Hilversum, waar hij in de leer ging bij de kunstschilder Jan van Ravenswaay. Steenbergen schilderde vooral vogels, bloemen en insecten. In 1836 verhuisde hij naar Haarlem, waar in die tijd veel schilders van bloemen woonden. Steenbergen woonde tot 1839 in Haarlem. In dat jaar ging hij naar Amsterdam, waar hij drie jaar woonde. In 1842 keerde hij terug naar Hoogeveen.
In 1857 kwam hij in dienst van de gemeente. Hij ging steeds minder schilderen en legde zich meer en meer toe op het schrijven. Als schrijver is hij vooral bekend van het boek De Nevelhekse, dat gaat over een onmogelijke liefde tussen een arts en een jong meisje, dat door haar dorpsgenoten als een nevelheks wordt gezien en allerlei rampen in haar schoenen krijgt geschoven. Volgens sommigen is het verhaal deels autobiografisch. In Hollandscheveld is enkele jaren geleden een beeld van de Nevelhekse onthuld.